# Alexander Fasekasch

Erstpräsentation / Eröffnungssausstellung–Museum Angerlehner, Wels (September 2013)

Alexander Fasekasch (* 1966 in Gmunden) ist ein zeitgenössischer Zeichner und Maler.

## Leben
Alexander Fasekasch studierte von 1995 bis 2001 an der Universität für künstlerische und industrielle Gestaltung Linz bei Helmuth Gsöllpointner.
Er lebt und arbeitet in seiner Heimatstadt Gmunden im Salzkammergut.

## Ausstellungen (Auswahl)
- 1997 Symposium, Steyrermühl
- 1998 Papiermachermuseum, Steyrermühl
- 1999 Voest Alpine Stahl, Linz (Objekte)
- 2007 Galerie Seywald, Salzburg
- 2006 Gespräche in der Schmiede, Galerie in der Schmiede, Pasching
- 2008 Kulturtage Treffling, Katholische Kirche, Treffling
- 2008 mit Markus Redl: Jeder glaubt, wie Sie wollen, Galerie in der Schmiede, Pasching
- 2009 formuliert. Konvergenzen von Schrift und Bild, Lentos Kunstmuseum Linz
- 2009 Transparenz und Gegenständlichkeit, Galerie Seywald, Salzburg[2]
- 2010 Ungeschönt, Stadtgalerie im Stadtmuseum, Deggendorf (D)[3]
- 2011 WHY ATTNANG?, Festival der Regionen–Umsteigen/Change over, Attnang-Puchheim
- 2011 Unser höchstes Gut, Alfred Kubin-Haus, Schloss Zwickledt[4]
- 2012 mit Robert Mittringer: Augen – Blicke. Galerie in der Schmiede, Pasching
- 2013 Erstpräsentation / Eröffnungsausstellung Museum Angerlehner, Wels
- 2014 Parallel Vienna, Altes Zollamt, Wien  (Galerie Artemons Contemporary)
- 2015 8. ART AUSTRIA, Leopold Museum, Wien  (Galerie Artemons Contemporary)
- 2015 BRACHIAL ?, Galerie in der Schmiede, Pasching (DUO: Robert Mittringer)[5]
- 2016 Schloss Lamberg, Steyr, Veranstalter-Kunstverein Steyr
- 2017 Stadtturmgalerie Schwanenstadt[6]
- 2017 Weites Land, Kunsthaus Deutschvilla, Strobl am Wolfgangsee[7]
- 2018 FASZINATION : TIER, BlauGelbe Galerie, Schloss St. Peter in der Au
- 2018 spontan, Galerie in der Schmiede, Pasching/Linz (DUO: Franz Blaas Stille Zeichnungen)
- 2018 FUNDAMENTAL, Steyr, Kunstverein Steyr[8]
- 2019 Thomas Bernhard Tage, Mezzo Ohlsdorf
- 2019 FASZINATION : FRIEDE, BlauGelbe Galerie, Schloss St. Peter in der Au
- 2020 SIX APPEAL, Stadtmuseum St. Pölten, DOK Niederösterreich[9]

## Publikationen
- Bilder/Paintings, Katalog, Juni 2008
- formuliert. Konvergenzen von Schrift und Bild, Katalog–Lentos/Maerz/StifterHaus, 2009[10]
- Ungeschönt, Stadtgalerie im Stadtmuseum Deggendorf, Katalog, November 2010
- Unser höchstes Gut, Kulturzeitschrift Landstrich–Ausgabe Nr. 27, April 2011
- bilderwelten, Katalog, Dezember 2018

## Werke in Sammlungen
- Bundesministerium für Unterricht, Kunst und Kultur, Wien[11]
- Kunstsammlung des Landes Oberösterreich, Linz[12]
- Lentos Kunstmuseum Linz
- Museum Angerlehner, Wels[13]
- Katholische Privat-Universität Linz
- Kunstsammlung der Energie AG Oberösterreich
- Sammlung der Stadt Gmunden
- Sparkasse Deggendorf
- Privatsammlungen

## Gestaltung und Projekte
- 1999 Rektorskette, Katholische Theologische Hochschule Linz (Wettbewerb Erster Preis)
- 2000 Ausstellung „Stillstand und Bewegung im Mühlviertel“, Kepler Universität Linz
- 2004 Sonderausstellung Franz Welser Möst, Klangweltenmuseum Micheldorf[14]
- 2005 Museumsshop, Klangweltenmuseum Micheldorf